# Tococa imperialis
Tococa imperialis là một loài thực vật có hoa trong họ Mua. Loài này được (Linden) G. Nicholson miêu tả khoa học đầu tiên năm 1887.